# Legit
Legit es una comedia de situación estadounidense creada por Peter O'Fallon y Jim Jefferies. La serie se estrenó el 17 de enero de 2013 en la red estadounidense de televisión por cable FX y finalizó el 14 de mayo de 2014 en el canal hermano de FX, FXX. Los productores ejecutivos fueron Jefferies, O'Fallon, Rick Cleveland y Lisa Blum.
El 28 de marzo de 2013, FX renovó Legit para una segunda temporada y se trasladó a FXX. El 14 de mayo de 2014, se anunció que Legit, a pesar de ser muy aclamado por los críticos, fue cancelado debido a las bajas calificaciones y no volvería a FXX para una tercera temporada.

## Elenco

### Principal
- Jim Jefferies como él mismo: un comediante australiano que rara vez se toma las cosas en serio.
- Dan Bakkedahl como Steve Nugent: el mejor amigo y compañero de cuarto de Jim que sufre de depresión después de divorciarse de su esposa.
- DJ Qualls como Billy Nugent: el hermano vocal de Steve y, a menudo, astuto y afligido por distrofia muscular que trata de mantener la mayor independencia posible.

### Periódico
- George Lazenby como Jack Jefferies, el padre de Jim
- Mindy Sterling como Janice Nugent - La madre irritable, controladora y sobreprotectora de Steve y Billy que desprecia abiertamente a Jim.
- John Ratzenberger como Walter Nugent: el padre inusualmente relajado de Steve y Billy
- Sonya Eddy como Ramona, la enfermera personal sensata de Billy
- Nick Daley como Rodney: el amigo autista, pero talentoso y polifacético de Billy y excompañero de habitación del centro de atención.
- Ginger Gonzaga como Peggy, la novia intermitente de Jim
- Arden Myrin como Tess - Una adicta al sexo que sale brevemente con Billy.
- Jill Latiano como Katie Knox: el primer amor de Jim
- Andrea Bendewald como Georgia: la exesposa de Steve y madre de su hija.

## Episodios
| Temporada | Temporada | Episodios | Cadena | Emisión original      | Emisión original    |
| Temporada | Temporada | Episodios | Cadena | Inicio                | Final               |
| --------- | --------- | --------- | ------ | --------------------- | ------------------- |
|           | 1         | 13        | FX     | 17 de enero de 2013   | 11 de abril de 2013 |
|           | 2         | 13        | FXX    | 26 de febrero de 2014 | 14 de mayo de 2014  |

## Transmisión
En Australia, Legit se emitió los jueves en The Comedy Channel.